# Alessandro Prosdocimi
Alessandro Prosdocimi (Este, 1843 – Gaiarine, 6 luglio 1911) è stato un archeologo italiano.

## Biografia
Nel 1859, ancora giovanissimo si arruolò nell'esercito sabaudo dichiarando un'età falsa; venne congedato al termine della seconda guerra d'indipendenza, nel 1861.
Dagli anni 1870 svolse l'attività di insegnante di lettere e di lingua tedesca nelle scuole di Este e Oderzo. Nel 1874 entrò come conservatore al Museo di Este.
Nel 1880 diventò socio corrispondente dell'Imperiale istituto archeologico germanico.
A causa dei problemi di salute fu costretto a lasciare ogni incarico nel 1909; morì due anni dopo.

## Pubblicazioni
- Le Necropoli euganee di Este, 1878
- Notizie delle Necropoli Euganee di Este, 1882
- Avanzi di antichissime abitazioni nell'agro atestino, 1887